# Kohlenstoffdioxid
Kohlenstoffdioxid oder Kohlendioxid (CO2) ist eine chemische Verbindung, die aus einem Kohlenstoffatom und zwei Sauerstoffatomen besteht. CO2 ist ein nicht brennbares, saures und farbloses Gas. Da es sich gut in Wasser löst, wird es umgangssprachlich, aber fälschlicherweise auch „Kohlensäure“ genannt. Mit basischen Metalloxiden oder -hydroxiden kann es Carbonate und Hydrogencarbonate bilden.
CO2 ist ein elementarer Bestandteil des globalen Kohlenstoffzyklus, ein natürlicher Bestandteil der Luft und ein wichtiges Treibhausgas in der Erdatmosphäre: Durch menschliche Aktivitäten, insbesondere durch die Verbrennung fossiler Energieträger, stieg der Anteil von Kohlendioxid in der Erdatmosphäre von ca. 280 parts per million (ppm, Teile pro Million) zu Beginn der Industrialisierung auf 407,8 ppm im Jahr 2018 an. Im Mai 2019 wurde in der NOAA-Messstation Mauna Loa in Hawaii ein Monatsdurchschnitt von rund 415 ppm gemessen, Tendenz weiter steigend. Dieser Anstieg bewirkt eine Verstärkung des Treibhauseffekts und führt zur aktuellen globalen Erwärmung. Pro Tag werden ca. 100 Mio. Tonnen Kohlenstoffdioxid durch menschliche Aktivitäten in die Erdatmosphäre emittiert (Stand 2020).
Unter ausreichender Sauerstoffzufuhr entsteht CO2 sowohl bei der Verbrennung kohlenstoffhaltiger Substanzen als auch im Organismus von Lebewesen als Produkt der Zellatmung. Pflanzen, Algen sowie manche Bakterien und Archaeen wandeln CO2 durch Fixierung (Kohlenstoffdioxid-Assimilation) in Biomasse um. Bei der Photosynthese entsteht aus anorganischem CO2 und Wasser (H2O) Glucose.
CO2 kann schädlich wirken. Die Konzentrationen in der Luft oder Mengen durch die Aufnahme von beispielsweise Limonade reichen hierfür aber bei weitem nicht aus. CO2 hat ein breites technisches Anwendungsspektrum: In der chemischen Industrie z. B. wird es zur Gewinnung von Harnstoff (CH4N2O) eingesetzt. In fester Form als Trockeneis wird es als Kühlmittel verwendet. Überkritisches Kohlenstoffdioxid dient als Lösemittel und Extraktionsmittel.

## Geschichte
Kohlenstoffdioxid (CO2; früher auch „Kohlendioxyd“) war eines der ersten Gase, das die Bezeichnung „Gas“ bekam. Der flämische Chemiker Johan Baptista van Helmont (1580–1644) beobachtete, dass die Masse von Holzkohle bei der Verbrennung abnahm, da die Masse der verbleibenden Asche geringer war als die der eingesetzten Holzkohle. Seine Interpretation war, dass sich der Rest der Holzkohle in eine unsichtbare Substanz verwandelt hatte, die er Gas oder Spiritus sylvestre („Waldgeist“) nannte.
Wann dieses Gas erstmals Kohlenstoffdioxid genannt wurde, ist nicht bekannt.
Der schottische Arzt Joseph Black (1728–1799) studierte die Eigenschaften von CO2 gründlicher. Er fand im Jahr 1754 heraus, dass beim Versetzen von Calciumcarbonat-Lösungen mit Säuren ein Gas freigesetzt wird, das er fixed air („fixierte/festgesetzte Luft“) nannte. Er erkannte, dass dieses schwerer als Luft war und Verbrennungsvorgänge nicht unterstützte. Beim Einleiten dieses Gases in eine Lösung von Calciumhydroxid konnte er einen Niederschlag erzeugen. Mit diesem Phänomen zeigte er, dass Kohlenstoffdioxid im Atem von Säugetieren vorkommt und durch mikrobiologische Fermentation freigesetzt wird. Seine Arbeiten bewiesen, dass Gase an chemischen Reaktionen beteiligt sein können, und trugen zum Fall der Phlogistontheorie bei.
Joseph Priestley gelang 1771 die erste Herstellung von Sodawasser (Wasser mit Kohlendioxid), indem er Schwefelsäure in eine kalkhaltige Lösung leitete und das entstandene Kohlenstoffdioxid in einem Becher mit Wasser löste. Den Zusammenhang von Kohlendioxid und Kohlensäure hatte William Brownrigg schon früher erkannt. Im Jahr 1823 verflüssigten Humphry Davy und Michael Faraday Kohlenstoffdioxid durch Druckerhöhung. Henry Hill Hickman operierte ab 1820 Tiere, was nach Inhalation von Kohlendioxid zur Erreichung einer Narkose schmerzfrei gelang. Zudem beschrieb er die physiologischen Vorgänge während der Narkose. Die erste Beschreibung von festem Kohlenstoffdioxid stammt von Adrien Thilorier, der 1834 einen unter Druck stehenden Behälter mit flüssigem Kohlenstoffdioxid öffnete und feststellte, dass die spontane Verdampfung unter Abkühlung stattfindet, die zu festem CO2 führt.

## Vorkommen
Kohlenstoffdioxid kommt in der Atmosphäre, der Hydrosphäre, der Lithosphäre und der Biosphäre vor. Der Kohlenstoffaustausch zwischen diesen Erdsphären erfolgt zum großen Teil durch Kohlenstoffdioxid. In der Atmosphäre befanden sich um 2015 circa 830 Gigatonnen (830 Milliarden Tonnen) Kohlenstoff in Form von Kohlenstoffdioxid. Die Hydrosphäre enthält circa 38.000 Gigatonnen Kohlenstoff in Form von physikalisch gelöstem Kohlenstoffdioxid sowie als gelöste Hydrogencarbonate und Carbonate. Die Lithosphäre enthält den bei weitem größten Anteil chemisch gebundenen Kohlenstoffdioxids. Carbonatgesteine wie Calcit und Dolomit enthalten etwa 60.000.000 Gigatonnen Kohlenstoff. Darüber hinaus sind in Permafrostgebieten wie den Tundren der arktischen und antarktischen Polargebiete, in borealen Nadelwäldern oder Hochgebirgen und in Mooren große Mengen Kohlenstoff gespeichert.

### Vorkommen in der Atmosphäre und menschengemachter Klimawandel
Zum Einfluss des Menschen siehe auch speziell Anthropogener Anstieg der CO2-Konzentration und Keeling-Kurve.

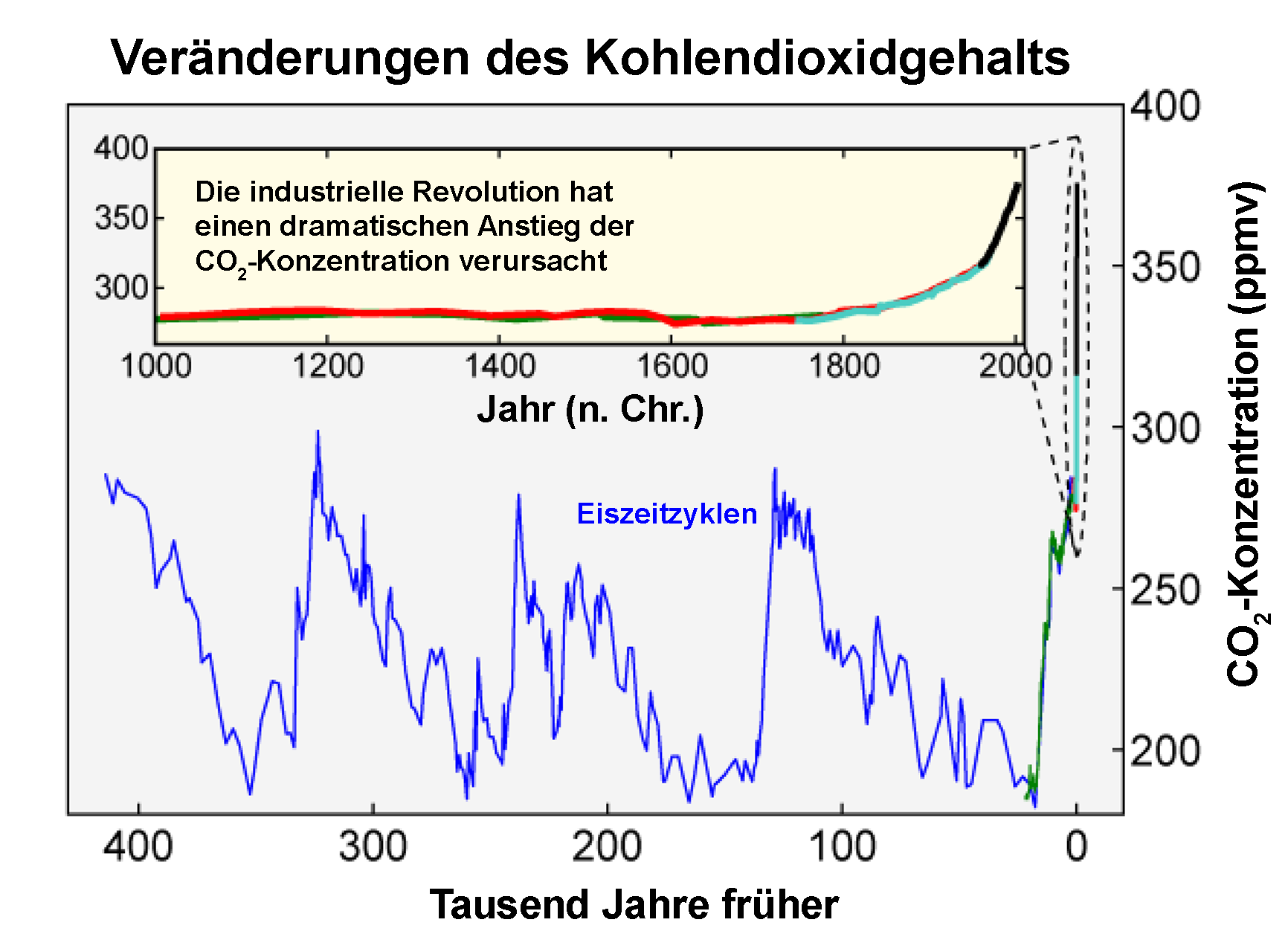
Entwicklung der CO_{2}-Konzentration während der letzten 420.000 Jahre direkten und indirekten Messungen zufolge

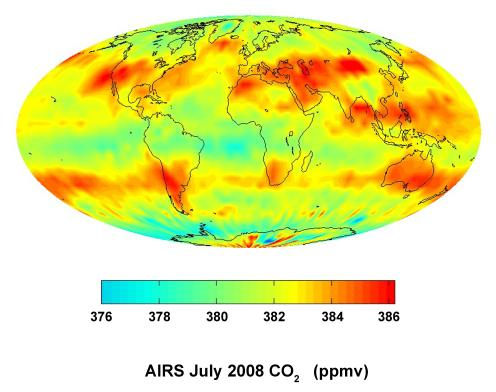
Globale Kohlenstoffdioxid-Verteilung in der Troposphäre, aufgenommen durch das Atmospheric Infrared Sounder (AIRS) Instrument der NASA im Juli 2008

Kohlenstoffdioxid ist ein natürlich auftretendes, klimawirksames Spurengas der Erdatmosphäre, dessen Konzentration jedoch insbesondere durch die Verbrennung fossiler Brennstoffe ansteigt. Eisbohrkerndaten ergaben, dass die atmosphärischen CO2-Werte in den vergangenen 420.000 Jahren bis zum Beginn der Industrialisierung Mitte des 18. Jahrhunderts zwischen 190 ppm während den Höhepunkten der Eiszeiten und 280 ppm während der Warmzeiten schwankten.
Mit der Industrialisierung kam es infolge menschlicher Aktivitäten zu einem starken Anstieg des Kohlenstoffdioxidanteils in der Atmosphäre, der weiterhin anhält. Zwischen 1750 und 1958 (dem Beginn systematischer Messungen durch Charles David Keeling) stieg der CO2-Wert zunächst moderat auf 315 ppm, um anschließend bis zum Jahr 2015 auf 401 ppm anzuwachsen. Die Konzentration hat am 9. Mai 2013 im lokalen Tagesmittel die Schwelle von 400 ppm (0,04 % Volumenanteil der gesamten Gashülle der Erde) überschritten, wie die Messung der Nationalen Behörde für Ozean- und Atmosphärenforschung (NOAA) der Vereinigten Staaten auf dem Mauna Loa (Hawaii) ergab. Der von der NOAA gemessene monatliche, weltweite Mittelwert hat erstmals im März 2015 die 400-ppm-Grenze überschritten, im Februar 2018 lag dieser Wert bei 408 ppm (vorläufiger Stand, da die Daten des jeweils letzten Jahres noch geprüft werden). Abschließend zeigen die Daten für 2017 mit 405,5 ppm ein neues Rekordhoch, welches 46 Prozent über dem vorindustriellen Wert liegt. 2018 wurde mit 407,8 ppm wiederum ein neues Rekordhoch erreicht. Hauptquellen sind die Verbrennung fossiler Energieträger für die Energiegewinnung sowie im Industriesektor. In deutlich geringerem Maße trägt ebenfalls Freisetzung von in Böden und Wäldern gespeichertem Kohlenstoffdioxid durch Veränderungen in der Landnutzung, beispielsweise durch Rodung von Wäldern zum Anstieg bei. 2014 machten Energienutzung und industrieller Einsatz fossiler Energieträger sowie die Landnutzung 70 % respektive 5 % der gesamten menschengemachten Treibhausgasemissionen (gemessen in Kohlenstoffdioxidäquivalenten) aus.
Die Gesamtmasse an Kohlenstoffdioxid in der Atmosphäre beträgt circa 3000 Gigatonnen beziehungsweise etwa 800 Gt Kohlenstoff (das Verhältnis der molaren Massen von CO2 zu C ist gerundet 44:12). Die Konzentration variiert jahreszeitlich sowie lokal besonders in Bodennähe. In städtischen Regionen ist die Konzentration im Allgemeinen höher, in geschlossenen Räumen kann die Konzentration bis um das Zehnfache über dem Durchschnittswert liegen.
Kohlenstoffdioxid absorbiert einen Teil der Wärmestrahlung (Infrarotstrahlung), während der kurzwelligere Teil der Sonnenstrahlung nahezu ungehindert passieren kann. Ein absorbierender Körper emittiert auch entsprechend seiner Temperatur. Diese Eigenschaften machen Kohlenstoffdioxid zu einem sogenannten Treibhausgas. Nach Wasserdampf ist Kohlenstoffdioxid entsprechend seinem Mengenanteil das zweitwirksamste der Treibhausgase, wenngleich die spezifischen Wirksamkeiten von Methan und Ozon höher sind. Alle Treibhausgase zusammen erhöhen die mittlere Temperatur auf der Erdoberfläche durch den natürlichen Treibhauseffekt von circa −18 °C auf +15 °C. Kohlenstoffdioxid hat einen relativ großen Anteil am Gesamteffekt und trägt somit zum lebensfreundlichen Klima der Erde bei.
Der Kohlenstoffdioxid-Anteil in der Erdatmosphäre war im Verlauf der Erdgeschichte beträchtlichen Schwankungen unterworfen, die verschiedene biologische, chemische und physikalische Ursachen haben. Vor 500 Millionen Jahren war die Kohlenstoffdioxid-Konzentration mindestens zehnfach höher als gegenwärtig. In der Folge nahm die CO2-Konzentration stetig ab und lag vor rund 300 Millionen Jahren während des Permokarbonen Eiszeitalters, am Übergang vom Karbon zum Perm, bei durchschnittlich rund 300 ppm und fiel im frühen Perm kurzzeitig auf einen Tiefstwert von wahrscheinlich 100 ppm. Während des Mesozoikums bewegte sich das CO2-Level meistens zwischen 1.000 und 2.000 ppm, um in der Erdneuzeit, nach einem Klimaoptimum im frühen Eozän, bis zum Beginn des Känozoischen Eiszeitalters vor etwa 34 Millionen Jahren deutlich unter 1.000 ppm zu sinken.
Seit wenigstens 800.000 Jahren lag der Kohlenstoffdioxid-Anteil immer unterhalb von 300 ppm.
Die Kohlenstoffdioxid-Konzentration in den letzten 10.000 Jahren blieb relativ konstant bei 300 ppm. Die Bilanz des Kohlenstoffdioxidkreislaufes war somit in dieser Zeit ausgeglichen. Mit Beginn der Industrialisierung im 19. Jahrhundert stieg der Kohlenstoffdioxid-Anteil in der Atmosphäre. Die gegenwärtige Konzentration ist wahrscheinlich der höchste Wert seit 15 bis 20 Millionen Jahren. Im Zeitraum von 1960 bis 2005 stieg der Kohlenstoffdioxid-Anteil im Mittel um 1,4 ppm pro Jahr. 2017 lag der Anstieg im 10-Jahres-Mittel bei gut 2 ppm pro Jahr.

Die Keeling-Kurve zeigt den Anstieg des atmosphärischen Gehalts an Kohlenstoffdioxid seit 1958 am Mauna Loa

Die vom Menschen verursachten Kohlenstoffdioxid-Emissionen betrugen um das Jahr 2005 circa 36,3 Gigatonnen und sind nur ein kleiner Anteil des überwiegend aus natürlichen Quellen stammenden Kohlenstoffdioxids von jährlich etwa 550 Gigatonnen. Da die natürlichen Kohlenstoffsenken jedoch gleich viel CO2 wieder aufnehmen, blieb die Kohlenstoffdioxid-Konzentration vor der Industrialisierung relativ konstant. Das zusätzliche Kohlenstoffdioxid wird etwa zur Hälfte von der Biosphäre und von den Ozeanen (dies hat deren Versauerung zur Folge) aufgenommen, sodass diese jetzt mehr Kohlenstoffdioxid aufnehmen als sie abgeben. Dadurch kam es seit 1982 zwischenzeitlich zu einer „Ergrünung“ der Erde (Leaf Area Index), wie durch Satellitendaten der NASA belegt wurde. Neuere Daten deuten jedoch darauf hin, dass diese bis ins späte 20. Jahrhundert beobachtete Ergrünung anschließend stoppte und sich infolge eines größeren Sättigungsdefizits (mehr Dürre) ein gegenläufiger Trend ausbildete, d. h. die Erde derzeit Vegetation verliert. Die andere Hälfte des ausgestoßenen Kohlenstoffdioxids verbleibt in der Atmosphäre und führt dort zu der messbaren Zunahme der Konzentration, was von Charles Keeling mit der nach ihm benannten Keeling-Kurve erstmals Anfang der 1960er Jahre gezeigt werden konnte.
Es ist wissenschaftlich allgemein anerkannt, dass es einen statistisch signifikanten menschlichen Einfluss auf das Klima gibt, der hauptursächlich für die globale Erwärmung ist. Diese Erwärmung geht sehr wahrscheinlich zum größten Teil auf die anthropogene Verstärkung des natürlichen Treibhauseffekts durch den Ausstoß von Treibhausgasen zurück. Das zusätzlich erzeugte Kohlenstoffdioxid hat einen Anteil von etwa 60 % an der Verstärkung des Treibhauseffektes.
Luxemburg, Belgien und die Schweiz haben pro Kopf gerechnet den größten CO2-Fußabdruck in ganz Europa.
Die Folgen der globalen Erwärmung sollen durch Klimaschutz gemindert werden.

### Vorkommen in Ozeanen
Das Wasser der Ozeane enthält Kohlenstoffdioxid in gelöster Form sowie als Kohlensäure im Gleichgewicht mit Hydrogencarbonaten und Carbonaten. Die gelöste Menge ändert sich mit der Jahreszeit, da sie von der Temperatur und dem Salzgehalt des Wassers abhängt: Kaltes Wasser löst mehr Kohlenstoffdioxid. Da kaltes Wasser eine höhere Dichte aufweist, sinkt das kohlenstoffdioxidreiche Wasser in tiefere Schichten ab. Nur bei Drücken über 300 bar und Temperaturen über 120 °C (393 K) ist es umgekehrt, etwa in der Nähe von tiefen, geothermalen Schloten.
In den Ozeanen ist etwa 50-mal so viel Kohlenstoff enthalten wie in der Atmosphäre. Der Ozean wirkt als große Kohlenstoffdioxidsenke und nimmt circa ein Drittel der durch menschliche Aktivitäten freigesetzten Menge Kohlenstoffdioxid auf. In den oberen Schichten der Ozeane wird es teilweise durch Photosynthese gebunden. Mit steigender Lösung von Kohlenstoffdioxid sinkt die Alkalinität des Salzwassers, was als sog. Versauerung der Meere bezeichnet wird und sehr wahrscheinlich negative Folgen für die Ökosysteme der Meere bewirkt. Viele Meeresbewohner reagieren empfindlich auf Schwankungen des Säuregrades der Ozeane; Versauerungsereignisse in der Erdgeschichte führten zu Massensterben und einem starken Rückgang der Artenvielfalt in den Weltmeeren. Betroffen sind insbesondere Organismen, die Calciumcarbonatstrukturen aufbauen, da sich dieses mit zunehmendem Säuregrad der Ozeane auflöst. Als besonders verwundbar gelten Korallen, Muscheln und Stachelhäuter wie Seesterne und Seeigel.
Unter anderem wird befürchtet, dass sich dies unter anderem negativ auf die Ausbildung von Muschelschalen auswirkt. Bereits heute sind diese Effekte in Korallenriffen und bestimmten Austernfarmen sichtbar; mit steigender Versauerung wird mit stärkeren ökologischen Folgen gerechnet. Andererseits gibt es Hinweise, dass eine erhöhte Kohlenstoffdioxid-Konzentration einige Spezies zu vermehrter Muschelschalenproduktion anregt.

### Vorkommen im Süßwasser
Durch im (unter) Wasser lebende aerobe Bakterien und Tiere wird Sauerstoff verbraucht und CO2 abgeatmet. Sofern ausreichender Kontakt mit der Atmosphäre besteht, kann dieses Gas an die Luft abgegeben und zugleich Sauerstoff aufgenommen werden. Dazu ist eine frei an die Luft grenzende Oberfläche ohne Belag aus Eis oder Öl günstig, ebenso Wellenbewegung, Verwirbelung mit Luft, also Bildung von Schaum und Gischt, Wasserströmung, die auch tiefere Schichten umfasst, und Wind. Ohne ausreichenden Gasaustausch kann ein Gewässer auch an der Oberfläche sauerstoffarm und CO2-reich werden. Man sagt „es kippt“.
Durch besondere geologische Bedingungen kann Süßwasser mit erheblichen Mengen Kohlenstoffdioxid aus vulkanischer Quelle beladen sein, etwa Wasser aus Mineralquellen oder in Seen auf erloschenen Vulkanen, sogenannten Maaren. Unter dem Druck großer Wassertiefe kann CO2 in viel höherer Massenkonzentration gelöst werden, als unter Atmosphärendruck an der Gewässeroberfläche. Wird ein See nicht (ausreichend) von Wasser durchflossen oder getrieben von Wind und/oder Wärmekonvektionsströmung durchmischt und wird gleichzeitig mehr CO2 von unten eingetragen, als Durchmischung und Diffusion hochtransportieren können, so bildet sich CO2-reiches Tiefenwasser aus, das das Potential zu einer katastrophalen CO2-Freisetzung an die Luft birgt. Eine einmal lokal unter Wasser angestoßene lokale Ausgasung führt zum Hochsteigen einer Wassermasse, die dabei erfolgende Entlastung von hydrostatischem Druck verstärkt die Ausgasung. Dieser sich selbst verstärkende Prozess kann zur Freisetzung großer Mengen an CO2 führen, die Mensch und Tier nahe dem See töten kann.
Eine dieser Naturkatastrophen ereignete sich 1986 am Nyos-See in Kamerun. Der See befindet sich in einem alten Vulkankrater im Oku-Vulkangebiet. Eine Magmakammer speist den See mit Kohlenstoffdioxid und sättigt damit dessen Wasser. Wahrscheinlich ausgelöst durch einen Erdrutsch wurden 1986 große Mengen von Kohlenstoffdioxid aus dem See freigesetzt und töteten etwa 1700 Bewohner sowie 3500 Nutztiere umliegender Dörfer. Eine weitere Katastrophe ereignete sich 1984 am Manoun-See, dessen Wasser durch einen ähnlichen Mechanismus mit Kohlenstoffdioxid gesättigt wird. Bei dieser Kohlenstoffdioxidfreisetzung kamen 37 Menschen ums Leben. Auch der Kiwusee in Zentralafrika weist in seinem Tiefenwasser hohe Konzentrationen an gelösten Gasen auf. Es wird geschätzt, dass etwa 250 km³ Kohlenstoffdioxid in diesem See gelöst sind.

### Extraterrestrisches Vorkommen

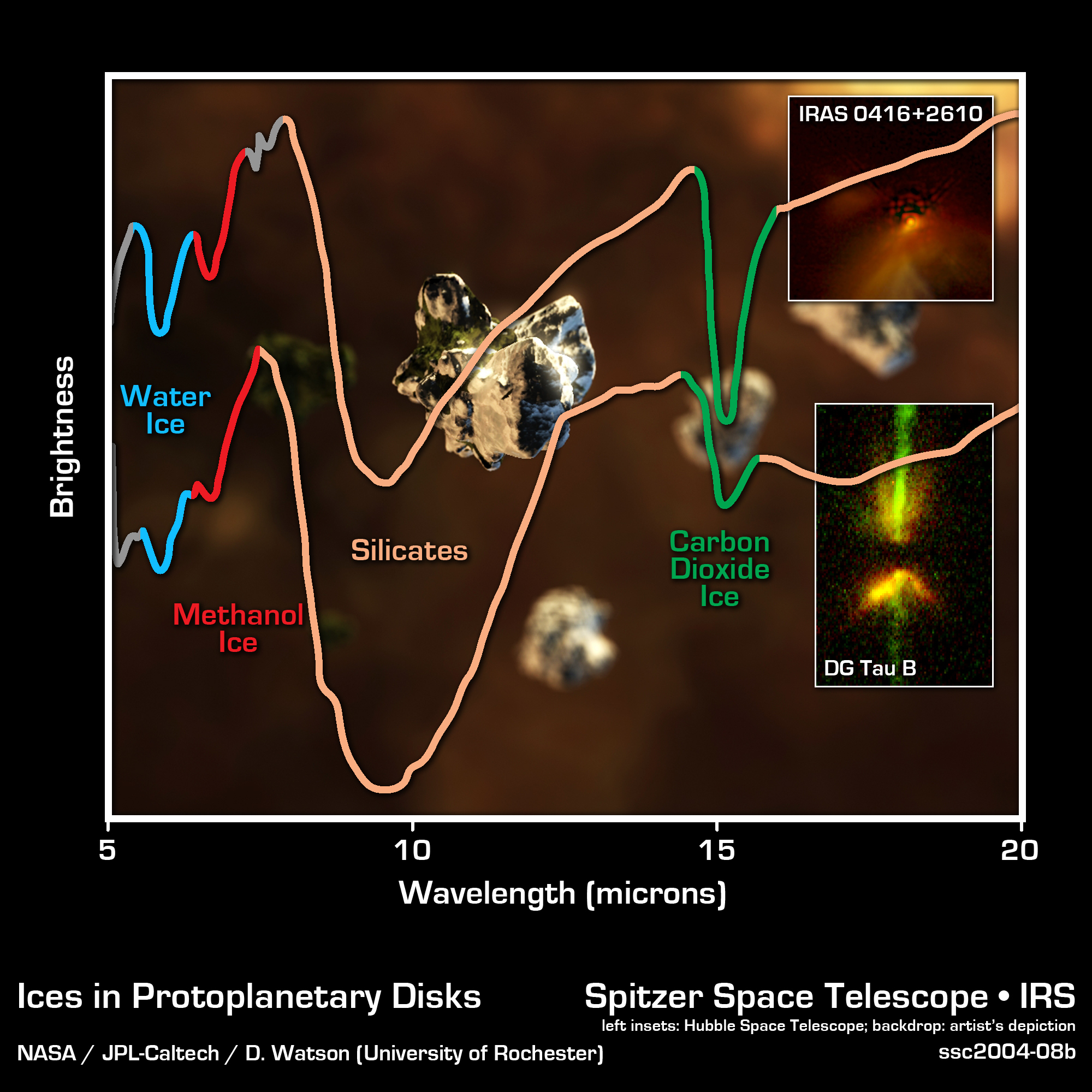
Nachweis von Kohlenstoffdioxid (grün) in protoplanetarischen Scheiben (Quelle: NASA)

Die Atmosphäre der Venus besteht zu 96,5 % aus Kohlenstoffdioxid, hat etwa die 90-fache Masse der Erdatmosphäre und einen Druck von etwa 90 bar. Der hohe Kohlenstoffdioxid-Anteil ist eine Ursache des starken Treibhauseffektes. Hinzu kommt die im Vergleich zur Erde im Mittel um 41 Millionen Kilometer geringere Entfernung von der Sonne, was insgesamt zu einer Oberflächentemperatur von etwa 480 °C führt. Kohlenstoffdioxid stellt mit einem Anteil von 95 % ebenfalls den Hauptteil der Mars-Atmosphäre. An den Mars-Polen wird atmosphärisches Kohlenstoffdioxid teilweise als Trockeneis gebunden. Durch den niedrigen Atmosphärendruck von etwa sieben Millibar führt der Treibhauseffekt trotz des hohen Kohlenstoffdioxid-Anteils nur zu einer Erhöhung um etwa 5 K. Die Atmosphären der äußeren Planeten und deren Trabanten enthalten Kohlenstoffdioxid, dessen Herkunft Einschlägen von Kometen wie Shoemaker-Levy 9 und kosmischem Staub zugeschrieben wird. Mit den Instrumenten des Hubble-Weltraumteleskops fand die NASA auf extrasolaren Planeten wie HD 189733 b Kohlenstoffdioxid.
Kohlenstoffdioxid wird sowohl im interstellaren Raum als auch in protoplanetaren Scheiben um junge Sterne gefunden. Die Bildung erfolgt durch Oberflächenreaktionen von Kohlenstoffmonoxid und Sauerstoff auf Wassereispartikeln bei Temperaturen um −123 °C (150 K). Durch Verdampfung des Eises wird das Kohlenstoffdioxid freigesetzt. Im freien interstellaren Raum ist die Konzentration relativ gering, da durch Reaktionen mit atomarem und molekularem Wasserstoff Wasser und Kohlenstoffmonoxid gebildet werden.

## Gewinnung und Darstellung
Kohlenstoffdioxid entsteht bei der Verbrennung kohlenstoffhaltiger Brennstoffe, insbesondere fossiler Energieträger. Dabei reagiert Kohlenstoff mit Sauerstoff zu Kohlenstoffdioxid:
{\displaystyle \mathrm {C\ +\ O_{2}\longrightarrow \ CO_{2}\ ;\quad \Delta } H=-394\;\mathrm {kJ/mol} }
Durch Verbrennung fossiler Energieträger fallen weltweit etwa 36 Gigatonnen (Milliarden Tonnen) Kohlenstoffdioxid pro Jahr an, die in die Atmosphäre abgegeben werden.
Daneben entsteht Kohlenstoffdioxid bei verschiedenen technischen Verfahren. Bei der Kohlevergasung und der Dampfreformierung von Erdgas fällt Kohlenstoffdioxid unter anderem als Produkt der Wassergas-Shift-Reaktion in der Synthesegasherstellung an.
{\displaystyle \mathrm {CO+H_{2}O\;\rightleftharpoons \;CO_{2}+H_{2}} \qquad \Delta H_{R\ 298}^{0}=-41{,}2\ \mathrm {kJ/mol} }
Für den Einsatz in der Ammoniaksynthese und der Methanolherstellung wird das Synthesegas zum Beispiel im Rectisolverfahren gewaschen, Kohlenstoffdioxid fällt dabei in großen Mengen in sehr reiner Form an, welches in der Lebensmittelindustrie verwendet werden kann. Als Nebenprodukt fällt Kohlenstoffdioxid beim Kalkbrennen an. Durch anschließende Reinigung über Bildung von Kaliumcarbonat zu Hydrogencarbonat und anschließendes Freisetzen durch Erhitzen werden pro Jahr etwa 530 Millionen Tonnen gewonnen.
Bei der Zellatmung verschiedener Lebewesen wird ebenfalls Kohlenstoffdioxid frei. So werden beispielsweise bei der alkoholischen Gärung Kohlenhydrate zu Ethanol und Kohlenstoffdioxid abgebaut (vergoren).
Im Labor kann Kohlenstoffdioxid aus Calciumcarbonat und Salzsäure freigesetzt werden, zum Beispiel in einem Kippschen Apparat. Das Gerät fand früher in Laboratorien Verwendung. Die Methode wird kaum noch genutzt, da Kohlenstoffdioxid in Gasflaschen oder als Trockeneis erhältlich ist.
Kohlenstoffdioxid wird auch im Direct-air-capture-Verfahren (DAC) aus der Luft gewonnen.

## Eigenschaften

Phasendiagramm von Kohlenstoffdioxid (nicht maßstabsgerecht)

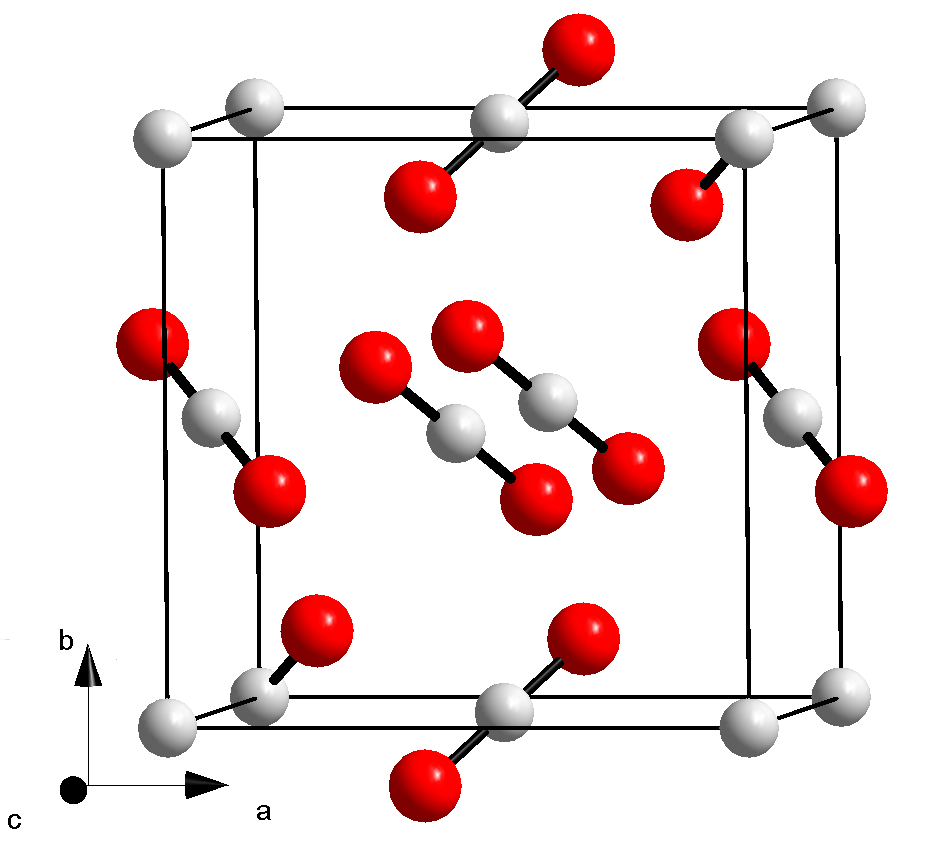
Kristallstruktur von Trockeneis

### Physikalische Eigenschaften

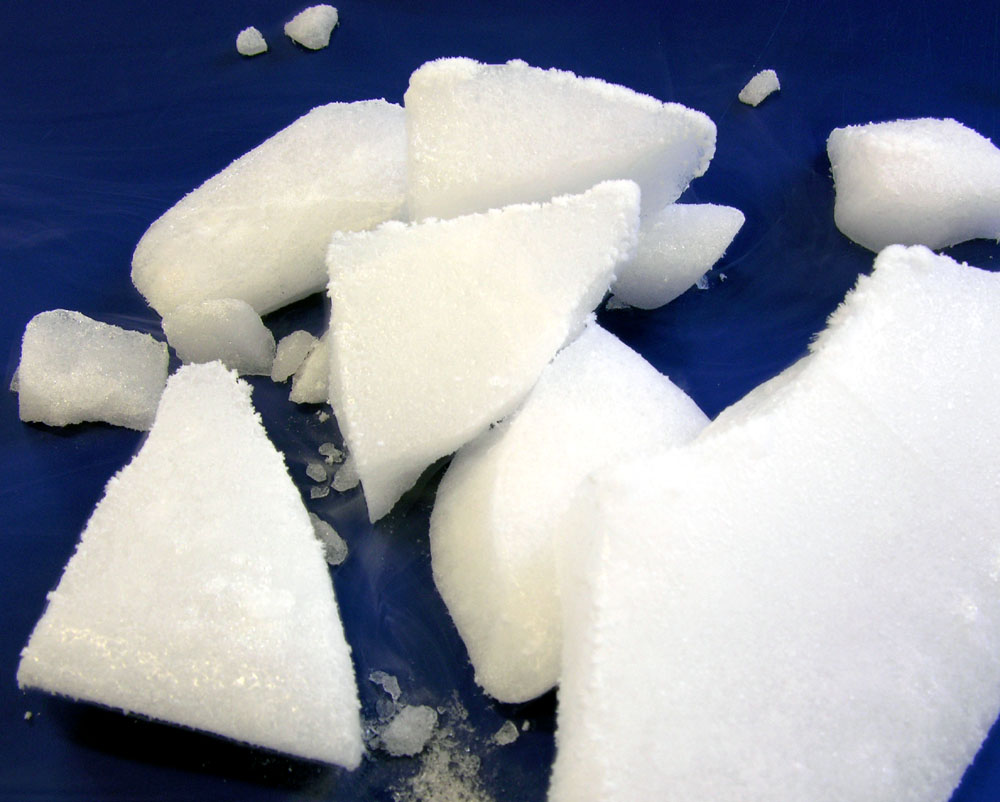
Festes Kohlenstoffdioxid (Trockeneis)

Kohlenstoffdioxid liegt bei Normaldruck unter −78,5 °C als Feststoff, Trockeneis genannt, vor. Wird dieses erhitzt, schmilzt es nicht, sondern sublimiert, geht also direkt in den gasförmigen Aggregatzustand über. Es hat daher bei diesen Bedingungen keinen Schmelz- und keinen Siedepunkt.
Der Tripelpunkt, an dem die drei Phasen fest, flüssig und gasförmig im thermodynamischen Gleichgewicht stehen, liegt bei einer Temperatur von −56,6 °C und einem Druck von 5,19 bar.
Die kritische Temperatur beträgt 31,0 °C, der kritische Druck 73,8 bar und die kritische Dichte 0,468 g/cm³. Unterhalb der kritischen Temperatur kann gasförmiges Kohlenstoffdioxid durch Druckerhöhung zu einer farblosen Flüssigkeit verdichtet werden. Bei Raumtemperatur ist dazu ein Druck von circa 60 bar erforderlich.
Festes Kohlenstoffdioxid kristallisiert im kubischen Kristallsystem in der Raumgruppe Pa3 (Raumgruppen-Nr. 205) mit dem Gitterparameter a = 562,4 pm.
Kohlenstoffdioxid absorbiert elektromagnetische Strahlung hauptsächlich im Spektralbereich der Infrarotstrahlung und wird dabei zu Molekülschwingungen angeregt. Auf dieser Eigenschaft beruht seine Wirkung als Treibhausgas.
Die Löslichkeit in Wasser ist vergleichsweise hoch. Bei 20 °C unter Normaldruck liegt die Sättigung im Gleichgewicht mit der reinen Kohlenstoffdioxidphase bei 1688 mg/l. Zum Vergleich im Folgenden die Löslichkeit von Sauerstoff bzw. Stickstoff: Bei einer reinen Sauerstoffphase wird die Sättigung bereits bei 44 mg/l und bei einer reinen Stickstoffphase bei 19 mg/l erreicht. Unter Standardbedingungen beträgt die Dichte von Kohlenstoffdioxid 1,98 kg/m³.
CO2 verwandelt sich in ein Hydrat (einen Feststoff), wenn es mit Wasser vermischt und bei niedrigen Temperaturen unter Druck gesetzt wird. Unter höherem Druck, wie er in großen Wassertiefen vorkommt, bleibt es stabil. Die Hydratbildung erfolgt allerdings so langsam, dass es nicht möglich ist, große Mengen CO2 in den Hydratkäfigen zu speichern.

### Molekulare Eigenschaften

Bindungslängen im Kohlenstoffdioxid

Das Kohlenstoffdioxidmolekül ist linear, alle drei Atome liegen auf einer geraden Linie. Der Kohlenstoff ist an die beiden Sauerstoffatome mit Doppelbindungen gebunden, wobei beide Sauerstoffatome zwei freie Elektronenpaare aufweisen. Der Kohlenstoff-Sauerstoff-Abstand beträgt 116,32 pm. Die Kohlenstoff-Sauerstoff-Bindungen sind durch die unterschiedlichen Elektronegativitäten von Kohlenstoff und Sauerstoff polarisiert; die elektrischen Dipolmomente heben sich aber durch die Molekülsymmetrie nach außen hin gegenseitig auf, so dass das Molekül kein elektrisches Dipolmoment aufweist.
Der (Biege-)Schwingungsmode des Moleküls, bei der sich das Kohlenstoffatom senkrecht zur Achse und die Sauerstoffatome in entgegengesetzter Richtung bewegen (und umgekehrt), entspricht eine Infrarot-Wellenlänge von 15 μm. Diese 15-μm-Strahlung ist der wesentliche Anteil der Wirkung von Kohlenstoffdioxid als Treibhausgas.

### Chemische Eigenschaften

Ausperlendes Kohlenstoffdioxid

Elektrische Leitfähigkeit von mit gesättigtem, entsalztem Wasser als Funktion der Temperatur. Die rot schattierten Bereiche markieren den Fehler in den Messungen. Ein Vergleich mit der Temperaturabhängigkeit von entgastem Wasser ist hier.

Kohlenstoffdioxid ist ein unbrennbares, saures und farbloses Gas; bei niedrigen Konzentrationen ist es geruchlos, bei hohen Konzentrationen nimmt man einen scharfen bis sauren Geruch wahr, wobei es auch hier (ähnlich wie z. B. bei Blausäure) Personen gibt, die diesen Geruch nicht wahrnehmen können. In Wasser gelöstes Kohlenstoffdioxid bildet Kohlensäure (H2CO3), wobei mehr als 99 % des Kohlenstoffdioxids nur physikalisch gelöst sind; die wässrige Lösung reagiert deshalb schwach sauer. Die Kohlensäure als solche und das gelöste Kohlenstoffdioxid liegen in einem Gleichgewicht mit ihren Dissoziationsprodukten (Spezies) Hydrogencarbonat (Bicarbonat, HCO3−) und Carbonat (CO32−) vor, die in einem vom pH-Wert abhängigen Mengenverhältnis zueinander stehen. In Wasser liegt dieses Gleichgewicht überwiegend auf der Seite des Kohlenstoffdioxids und nur in geringem Umfang bilden sich Hydrogencarbonationen. Werden die bei der Dissoziation gebildeten Oxoniumionen (H3O+) durch Zugabe einer Lauge mit Hydroxidionen (OH−) abgefangen, so verschiebt sich das Mengenverhältnis zu Gunsten von Carbonat.
{\displaystyle {\rm {CO_{2}+2\ H_{2}O\rightleftarrows HCO_{3}^{-}+H_{3}O^{+}}}}
{\displaystyle {\rm {HCO_{3}^{-}+H_{2}O\rightleftarrows CO_{3}^{2-}+H_{3}O^{+}}}}
Neben der Veränderung des pH-Wertes beeinflusst CO2 auch die elektrische Leitfähigkeit des Wassers. So steigt die Leitfähgkeit um das 40- bis 50-fache von Werten unter 1 μS/cm auf Werte bei 30 μS/cm durch Lösen des Gases. Beim Erwärmen gast das CO2 wieder aus und die Leitfähigkeit erreicht wieder Werte unter 5 μS/cm. Die Temperaturabhängigkeit der elektrischen Leitfähigkeit von vollentsalztem Wasser ohne CO2-Sättigung ist in Relation zu diesen Daten vergleichbar gering.
Kohlenstoffdioxid ist ein sehr schwaches Oxidationsmittel. Unedle Metalle wie Magnesium, die als starke Reduktionsmittel fungieren, reagieren mit Kohlenstoffdioxid unter Bildung von Kohlenstoff und Metalloxiden gemäß:
{\displaystyle \mathrm {CO_{2}+2\ Mg\longrightarrow \ C+2\ MgO} }
Auf Grund der positiven Partialladung am Kohlenstoff reagiert Kohlenstoffdioxid als Elektrophil in der Carboxylierung von Kohlenstoffnukleophilen wie Metall-Alkinyliden oder Alkylmagnesiumverbindungen unter Ausbildung einer Kohlenstoff-Kohlenstoff-Bindung. Mit Phenolaten reagiert Kohlenstoffdioxid zu Phenolcarbonsäuren.

## Verwendung
Industriell wird Kohlenstoffdioxid in vielfältiger Weise verwendet. Es ist preiswert, nicht entflammbar und wird physikalisch als komprimiertes Gas, in flüssiger Form, fest als Trockeneis oder in überkritischer Phase benutzt. Die chemische Industrie nutzt Kohlenstoffdioxid als Rohmaterial für chemische Synthesen. Dieses CO2 stammt z. B. aus der Düngerherstellung, wo es sehr rein anfällt, oder aus Abgasen, die eine nachgeschaltete Reinigung erforderlich machen, um unerwünschte Begleitstoffe zu entfernen.

### Verwendung in der Lebensmitteltechnologie

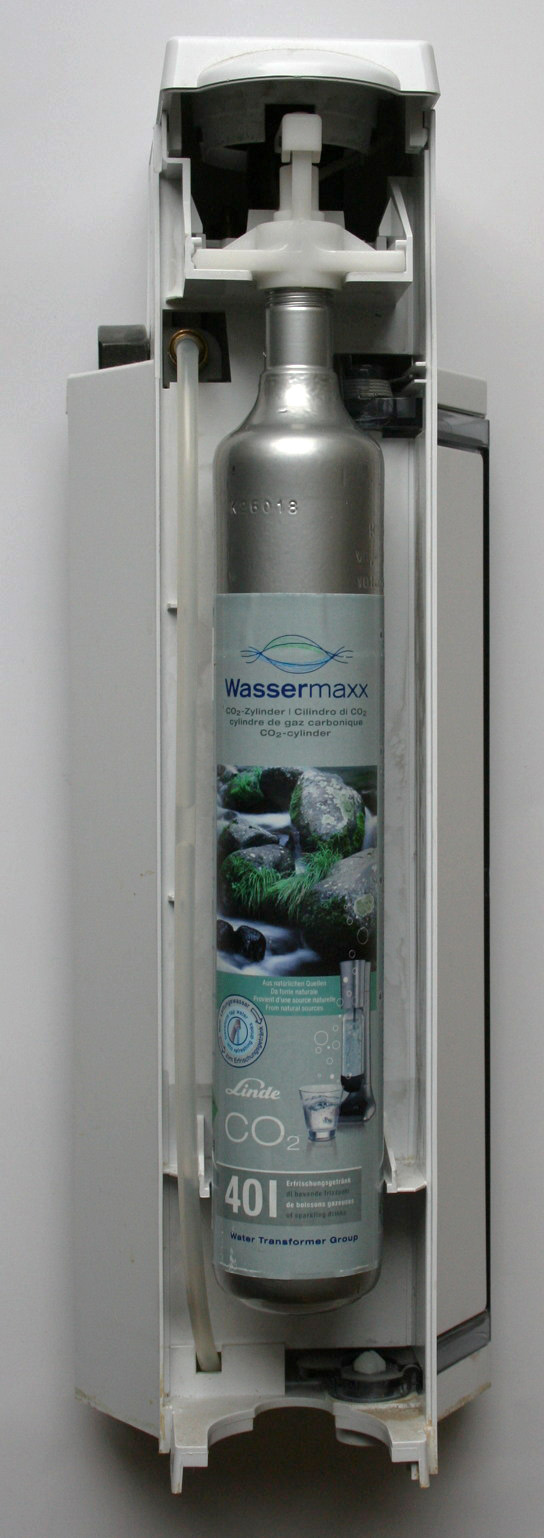
Trinkwassersprudler mit geöffneter Rückseite

In Getränken enthaltenes Kohlenstoffdioxid stimuliert beim Trinken die Geschmackssinneszellen, was einen Erfrischungseffekt zur Folge hat. Bei Getränken wie Bier oder Sekt entsteht es durch die alkoholische Gärung, bei anderen wie Limonade oder Sodawasser wird es künstlich zugesetzt oder es wird kohlenstoffdioxidhaltiges, natürliches Mineralwasser verwendet. Bei der Herstellung wird Kohlenstoffdioxid unter hohem Druck in das Getränk gepumpt, wobei es zu etwa 0,2 % mit Wasser zu Kohlensäure reagiert, während sich der größte Teil als Gas im Wasser löst. So hat beispielsweise die bayerische Brauwirtschaft einen jährlichen Gesamtbedarf von ca. 50.000 Tonnen Kohlenstoffdioxid (durchschnittlich zwei Kilogramm CO2 pro Hektoliter Bier).
Als Lebensmittelzusatzstoff trägt es die Bezeichnung E 290. Im Privathaushalt wird mit Sodabereitern Kohlenstoffdioxidgas aus Druckpatronen mit Flüssig-CO2 dosiert in eine ausreichend druckfeste Flasche mit dem zu versetzenden Getränk eingedüst.
Backhefe entwickelt durch die Vergärung von Zucker Kohlenstoffdioxid und dient als Triebmittel bei der Herstellung von Hefeteig. Backpulver, eine Mischung aus Natriumhydrogencarbonat und einem sauren Salz, setzt beim Erhitzen Kohlenstoffdioxid frei und wird ebenfalls als Triebmittel verwendet.
Bei der Weinherstellung wird Trockeneis als Kühlmittel verwendet, um frisch gepflückte Trauben ohne Wasserverdünnung zu kühlen und so eine spontane Fermentation zu vermeiden. Die Weinbauern in Beaujolais benutzen die Kohlensäuremaischung zur Erzeugung des Beaujolais Primeur.
Bei der Lagerung von Obst und Gemüse spielt neben der Temperatur die Zusammensetzung der Atmosphäre eine große Rolle. In den Lagern der Obstproduzenten und des Handels werden Äpfel seit vielen Jahrzehnten in kontrollierten Atmosphären gelagert. Die Erkenntnis, dass reifendes Obst Sauerstoff verzehrt und Kohlenstoffdioxid abgibt und dass eine Atmosphäre ohne Sauerstoff die Reifung zum Stillstand bringt, geht auf das frühe 19. Jahrhundert zurück. In den 1930er Jahren wurde in Großbritannien erstmals ein Lager mit der Möglichkeit eingerichtet, den Gehalt von Sauerstoff und Kohlenstoffdioxid in der Luft zu regulieren. Die wirtschaftliche Bedeutung genau angepasster kontrollierter Atmosphären bei der Obstlagerung ist erheblich. Durch den Zusatz von Kohlenstoffdioxid zur Atmosphäre kann die Lagerfähigkeit um Monate verlängert und so für einen Teil des Winters und Frühjahrs die Abhängigkeit von Importen aus wärmeren Regionen reduziert werden. Andererseits kann ein unangepasster Zusatz von Kohlenstoffdioxid Fehler des Fruchtfleisches hervorrufen und einen gesamten Lagerbestand oder Containertransport wertlos machen. Die biochemischen Vorgänge, die zu der verzögerten Reife führen, sind bis heute nicht entschlüsselt. Gegenwärtig wird angenommen, dass sowohl die Verlangsamung des Reifeprozesses als auch die Ausbildung der verschiedenen Schäden durch Stressreaktionen auf zellulärer Ebene gesteuert werden.
Für den Einzelhandel in Folie abgepacktes Obst, Gemüse und Pilze, unbearbeitet oder geschnitten, werden mit einer Schutzatmosphäre versehen, um die Haltbarkeit zu verlängern und um auf dem Weg bis zum Verbraucher den Eindruck der Frische nicht zu verlieren. Heute werden auch Fleisch, Fisch und Meeresfrüchte, Teigwaren, Backwaren und Milchprodukte so angeboten. Der Anteil des Kohlenstoffdioxids in der Schutzatmosphäre liegt bei verpackten Produkten, für die keine monatelange Lagerfähigkeit angestrebt wird, deutlich höher als bei eingelagertem Obst und Gemüse (1–5 %, selten bis 20 %), bei dem Kohlenstoffdioxid Schäden verursachen kann. Typische Anteile sind 20 % Kohlenstoffdioxid für Rindfleisch, 50 % für Kalbfleisch, Schweinefleisch und Teigwaren, 60 % für Backwaren und 80 % für Fisch. Eine Verpackung unter reinem Kohlenstoffdioxid wird jedoch vermieden, da sie die Entwicklung pathogener, anaerober Keime begünstigen und in vielen Fällen Farbe und Geschmack der Produkte beeinträchtigen würde. Das Ermitteln der für ein Produkt optimalen Schutzatmosphäre ist Gegenstand intensiver Forschung in der Lebensmittelindustrie.
Überkritisches Kohlenstoffdioxid besitzt eine hohe Löslichkeit für unpolare Stoffe und kann giftige organische Lösemittel ersetzen. Es wird als Extraktionsmittel verwendet, zum Beispiel zur Extraktion von Naturstoffen wie Koffein bei der Herstellung von koffeinfreiem Kaffee durch Entkoffeinierung.

### Technische Verwendung
Kohlenstoffdioxid kommt wegen seiner sauerstoffverdrängenden Eigenschaften zu Feuerlöschzwecken, vor allem in Handfeuerlöschern und automatischen Löschanlagen, als Löschmittel zum Einsatz. CO2-Löschanlagen fluten zum Schutz von Silos oder Lagerhallen für brennbare Flüssigkeiten den kompletten Raum mit Kohlenstoffdioxid. Dadurch kam es wiederholt zu Unfällen, teilweise mit Todesfolge durch Ersticken. Eine Studie der US-amerikanischen Umweltbehörde EPA identifizierte 51 Unfälle zwischen 1975 und 1997 mit 72 Todesfällen und 145 Verletzten.
Als Kältemittel kommt Kohlenstoffdioxid unter der Bezeichnung R744 in Fahrzeug- und stationären Klimaanlagen, bei industrieller Kältetechnik, Supermarkt- und Transportkühlung sowie in Getränkeautomaten zum Einsatz. Es hat eine große volumetrische Kälteleistung und damit eine höhere Effizienz bei gegebenem Volumen. Kohlenstoffdioxid ist umweltverträglicher, da dessen Treibhauspotenzial nur einen Bruchteil synthetischer Kältemittel beträgt. Es trägt im Gegensatz zu diesen nicht zum Ozonabbau bei. In gasgekühlten Kernreaktoren des Typs AGR wird Kohlenstoffdioxid als Kühlmittel eingesetzt.
Kohlenstoffdioxid wird als Schutzgas in der Schweißtechnik eingesetzt, entweder in reiner Form oder als Zusatz zu Argon oder Helium. Bei hohen Temperaturen ist es thermodynamisch instabil, daher wird es nicht als Inertgas, sondern als Aktivgas bezeichnet.

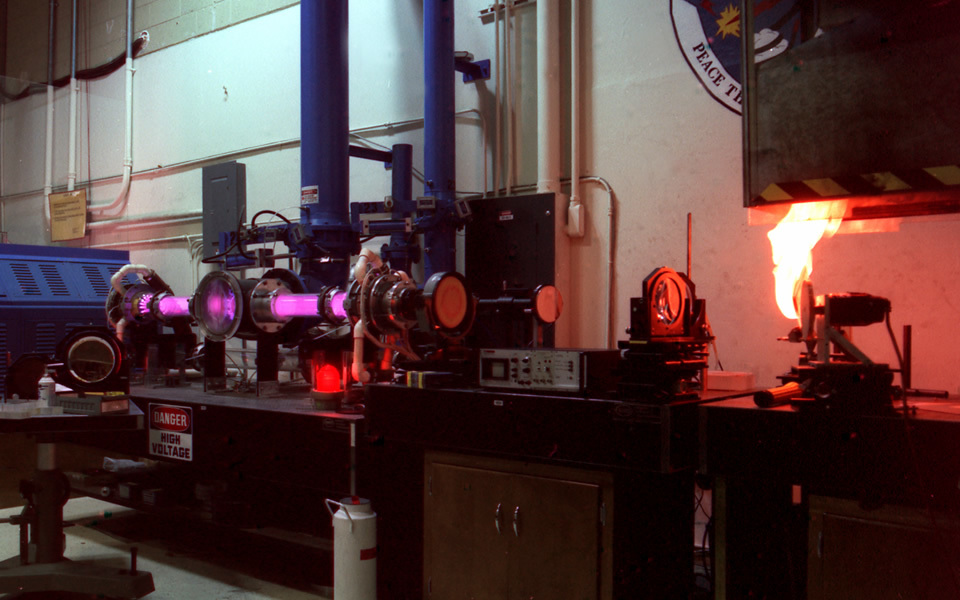
Kohlenstoffdioxidlaser

Beim Kohlenstoffdioxidlaser durchströmt Lasergas, ein Gemisch aus Stickstoff, Helium und Kohlenstoffdioxid, kontinuierlich das Entladungsrohr. Diese Gaslaser zählen neben den Festkörperlasern zu den leistungsstärksten industriell eingesetzten Lasern mit Leistungen zwischen 10 Watt und 80 Kilowatt. Der Wirkungsgrad liegt bei etwa 10 bis 20 %.
In flüssiger Form wird Kohlenstoffdioxid in Druckgasflaschen gehandelt. Dabei gibt es zwei Typen: Steigrohrflaschen zur Flüssigentnahme und Flaschen ohne Steigrohr zur Entnahme gasförmigen Kohlenstoffdioxids. Beide müssen zur Entnahme senkrecht stehen. Die Steigrohrflasche wird grundsätzlich ohne, die andere mit Druckminderventil betrieben. Solange sich noch flüssiges Kohlenstoffdioxid in der Druckflasche befindet, ist der Innendruck lediglich von der Temperatur abhängig. Eine Messung des Füllstandes ist deshalb bei beiden Flaschentypen ausschließlich über Wägen möglich. Die Entnahmegeschwindigkeit ist dadurch begrenzt, dass durch Wärmeaufnahme aus der Umgebung erst wieder flüssiges Kohlenstoffdioxid in der Flasche verdampfen muss, um den der Temperatur entsprechenden Druck wieder aufzubauen.
Bei der Sublimation von Trockeneis entsteht ein weißer Nebel aus dem kalten Kohlenstoffdioxid-Luft-Gemisch und kondensierender Luftfeuchtigkeit, der als Bühnen-Effekt dient. Es gibt auch Nebelkühl-Vorsätze für Verdampfer-Nebelmaschinen, die mit flüssigem Kohlenstoffdioxid betrieben werden.
In zunehmendem Maße wird Kohlenstoffdioxid in Verbindung mit einem automatisierbaren Strahlverfahren verwendet, um hochreine Oberflächen zu erzeugen. Mit seiner Kombination aus mechanischen, thermischen und chemischen Eigenschaften kann beispielsweise Kohlenstoffdioxid-Schnee verschiedene Arten von Oberflächen-Verunreinigungen rückstandsfrei lösen und abtragen. Ein Anwendungsgebiet in der Lebensmittelproduktion ist die Oberflächenreinigung von anfallenden Lebensmittelresten.
Überkritisches Kohlenstoffdioxid wird als Lösungsmittel zum Reinigen und Entfetten, zum Beispiel von Wafern in der Halbleiterindustrie und von Textilien in der chemischen Reinigung, verwendet. Überkritisches Kohlenstoffdioxid wird als Reaktionsmedium für die Feinchemikalienherstellung zum Beispiel für die Herstellung von Aromastoffen verwendet, da isolierte Enzyme hierin vielfach aktiv bleiben und im Gegensatz zu organischen Lösungsmitteln keine Lösungsmittelrückstände in den Produkten verbleiben.
In der tertiären Ölförderung wird überkritisches Kohlenstoffdioxid zur Flutung von Öllagerstätten verwendet, um Öl aus größeren Tiefen an die Oberfläche zu spülen.
Mit Kohlenstoffdioxid gefüllte Wärmerohre werden zur Bereitstellung von Erdwärme verwendet und haben eine höhere Energieeffizienz als Sole-Kreisläufe.

### Verwendung als Chemierohstoff
In der chemischen Industrie wird Kohlenstoffdioxid durch Umsatz mit Ammoniak vor allem für die Herstellung von Harnstoff verwendet. Im ersten Schritt reagieren Ammoniak und Kohlenstoffdioxid zu Ammoniumcarbamat, welches im zweiten Schritt zu Harnstoff und Wasser weiterreagiert.
{\displaystyle \mathrm {2\ NH_{3}+CO_{2}\longrightarrow \lbrack H_{2}N{-}CO{-}O\rbrack NH_{4}} }
{\displaystyle \mathrm {\lbrack H_{2}N{-}CO{-}O\rbrack NH_{4}\longrightarrow H_{2}N{-}CO{-}NH_{2}+H_{2}O} }
Durch Reduktion mit Wasserstoff wird Formamid erhalten. Durch Reaktion mit Aminen wie Dimethylamin wird Dimethylformamid erhalten.
Durch Umsetzung von Kohlenstoffdioxid mit Natrium-Phenolat wird mit der Kolbe-Schmitt-Reaktion Salicylsäure gewonnen.
Durch Umsatz mit Ethylenoxid wird Ethylencarbonat hergestellt. Dieses wird im OMEGA-Prozess mit Wasser hochselektiv zu Monoethylenglykol umgesetzt.
Die Umsetzung von Kohlenstoffdioxid mit einem Grignard-Reagenz führt zu Carbonsäuren, z. B.:
Die Telomerisation von Kohlenstoffdioxid mit zwei Molekülen 1,3-Butadien unter homogener Palladium-Katalyse führt zu Feinchemikalien wie Lactonen unter milden Reaktionsbedingungen.
Im Solvay-Verfahren wird aus Kohlenstoffdioxid Soda (Natriumcarbonat) hergestellt. Manche Metallcarbonate wie Bleicarbonat, die zum Beispiel durch Umsatz der Metallhydroxide mit Kohlenstoffdioxid erhalten werden, haben eine Bedeutung als Pigment.
Bei einem hohen Ölpreis und günstigen Strompreisen bei Erneuerbaren Energien zum Beispiel aus Windkraft- und Solaranlagen könnte es sich zukünftig lohnen, Kohlenstoffdioxid auch für andere Anwendungen etwa zur Methan-Gewinnung in Power-to-Gas-Anlagen (Sabatier-Prozess) und Methanolproduktion (Power-to-Liquid) mit Wasserstoff aus Elektrolysen zu nutzen. Weitere potenzielle Anwendungsfelder wären die Herstellung von Ameisensäure sowie von Synthesegasen zur Herstellung von Treibstoffen (Power-to-Fuel) und Chemierohstoffen (Power-to-Chemicals). Dies kann über eine Fischer-Tropsch-Synthese oder die direkte Nutzung zusammen mit Ethylenoxid oder Propylenoxid zur Herstellung von Polyolen und Polymeren wie Polyurethanen oder Polycarbonaten geschehen. Aus thermodynamischen Gründen ist eine Nutzung von Kohlenstoffdioxid allerdings derzeit meistens unwirtschaftlich.

### Abscheidung und Speicherung
Verfahren, das Kohlenstoffdioxid abzuscheiden und in tiefen Gesteinsschichten endzulagern, stehen derzeit (2016) am Anfang ihrer Entwicklung und sind noch nicht serienreif; ihre Wirksamkeit und Wirtschaftlichkeit insbesondere in nachhaltigen Energiesystemen wird kritisch bewertet.

### Kohlenstoffdioxidrecycling
Neben der Kohlenstoffdioxid-Abscheidung und -Lagerung gehen die Forschungen in die Richtung, das bei der Verbrennung von fossilen Energieträgern anfallende Kohlenstoffdioxid in verwertbare Verbindungen und nach Möglichkeit wieder in Energieträger umzuwandeln. So lassen sich bereits über Reduktion Verbindungen wie Methanol und Ameisensäure herstellen.
Ebenso ist die Synthese von Harnstoff möglich. Ein französisches Forscherteam untersucht die organokatalytische Umwandlung zu Formamid beziehungsweise dessen Derivaten. Da die Prozessenergie zugeführt werden muss, sind diese Verfahren nicht zur wirtschaftlichen Herstellung von Energieträgern geeignet. Wissenschaftler der RWTH Aachen entwickelten ein homogen-katalytisches Verfahren zur Herstellung von Methanol aus Kohlenstoffdioxid und Wasserstoff unter Druck mit einem speziellen Ruthenium-Phosphin-Komplex, bei dem Katalysator und Edukte in Lösung vorliegen. Gleichfalls wurde ein kontinuierliches Verfahren zur Herstellung von Ameisensäure mit einem metallorganischen Rutheniumkomplex entwickelt, bei dem Kohlenstoffdioxid die Doppelrolle sowohl als Reaktant als auch in überkritischer Form als extraktive Phase für die gebildete Ameisensäure innehat. In einer anderen, von einer spanischen Forschergruppe entwickelten Variante lässt sich Kohlenstoffdioxid über eine Iridium-katalysierte Hydrosilylierung umsetzen und in Form eines Silyl-Formiats abfangen, aus dem sich Ameisensäure leicht abtrennen lässt. Diese Reaktion, die bereits im Gramm-Maßstab realisiert werden konnte, läuft bei sehr milden Reaktionsbedingungen ab, ist sehr selektiv und hat einen hohen Umsatz.
Im „Innovationszentrum Kohle“ erforschen RWE und die Brain AG, wie Mikroorganismen CO2 umwandeln.

### Sonstige Verwendung
Kohlenstoffdioxid wurde bis in die 1950er Jahre, vor allem in den Vereinigten Staaten, routinemäßig als Anästhetikum bei Menschen eingesetzt und als sehr zufriedenstellend bewertet. Diese Methode wird mittlerweile nicht mehr in der klassischen Anästhesie bei Menschen genutzt, da wirksamere, inhalierbare Anästhetika eingeführt wurden.
Für die Betäubung von Schlachttieren findet diese Methode noch heute Anwendung. Schweine werden hierbei in Gruppen mit einem Aufzugsystem in eine Grube hinab gelassen, deren Atmosphäre mindestens 80 % Kohlenstoffdioxid enthält, und verlieren darin das Bewusstsein. Dieses Verfahren wird kontrovers diskutiert und unterliegt intensiven Bemühungen zur Verbesserung des Tierschutzes. Fische werden durch das Einleiten gasförmigen Kohlenstoffdioxids oder durch die Zugabe kohlensäurehaltigen Wassers betäubt. Die Betäubung von Schlachttieren mit Kohlenstoffdioxid ist in Deutschland nur für Schweine, Puten, Eintagsküken und Lachsfische zulässig, in der Schweiz für Schweine, Hühner und Truthühnern.
Im Rahmen der Tiereuthanasie wird Kohlenstoffdioxid zur Tötung angewendet. In Deutschland ist die Anwendung auf kleine Labortiere beschränkt, auch zu Zwecken wie der Beschaffung von Futtertieren in Tierhaltungen. Die Rechtmäßigkeit derartiger Tiertötungen ohne vorherige Betäubung wird jedoch angezweifelt. Für behördlich veranlasste Tötungen von Tierbeständen, dem Keulen, darf Kohlenstoffdioxid auch zur Tötung von anderen Tieren eingesetzt werden, wenn hierfür eine besondere Erlaubnis vorliegt. Die Tierärztliche Vereinigung für Tierschutz (TVT) bezeichnet diese Methode für Geflügel als geeignet.
Kohlenstoffdioxid wird als Abführmittel in Zäpfchen verwendet. Durch die Reaktion von Natriumdihydrogenphosphat und Natriumhydrogencarbonat während der Auflösung des Zäpfchens wird Kohlenstoffdioxid freigesetzt und dehnt den Darm, was wiederum den Stuhlreflex auslöst.
Bei der Kohlenstoffdioxid-Düngung wird es als Dünger in Gewächshäusern eingesetzt. Grund ist der durch den photosynthetischen Verbrauch entstehende Kohlenstoffdioxid-Mangel bei ungenügendem Nachschub an Frischluft, besonders im Winter bei geschlossener Lüftung. Dabei wird das Kohlenstoffdioxid entweder direkt als reines Gas oder als Verbrennungsprodukt aus Propan oder Erdgas eingebracht. Dadurch wird eine Kopplung von Düngung und Heizung erreicht. Die mögliche Ertragssteigerung ist abhängig davon, wie stark der Mangel an Kohlenstoffdioxid und wie stark das Lichtangebot für die Pflanzen ist. Kohlenstoffdioxid wird in der Aquaristik als Dünger für Wasserpflanzen eingesetzt (CO2-Diffusor). Durch Zufuhr von organischer Substanz kann der Kohlenstoffdioxid-Gehalt im Wasser durch Veratmung auf Kosten des Sauerstoff-Gehalts erhöht werden.
Eingesetzt wird das Gas bei dem Fang blutsaugender Insekten und Krankheitsüberträgern, die das im Atem vorkommende Kohlenstoffdioxid in ihrer Wirtsfindung verwenden, wie etwa Stechmücken. Es wird dabei aus Trockeneis, aus Gasflaschen oder aus der Verbrennung von Propan oder Butan freigesetzt und lockt die Insekten in die Nähe der Einsaugöffnung spezieller Fallen. Auch bei der Kultivierung von Mikroorganismen wird das Gas verwendet, vor allem für obligat (strikt) anaerobe Bakterien, die nur unter anoxischen Bedingungen wachsen können. Sie lassen sich in einem CO2-Brutschrank inkubieren, der über eine Gasflasche versorgt wird. Neben strikt anaeroben gibt es auch sogenannte capnophile Bakterien, die für das Wachstum einen Anteil von 5–10 Volumenprozent Kohlenstoffdioxid in der sie umgebenden Atmosphäre benötigen. Sie werden häufig in einem verschließbaren Anaerobentopf kultiviert, in den ein kommerziell erhältlicher Reagenzträger gegeben wird, dessen Kammern mit Natriumhydrogencarbonat und Weinsäure oder Citronensäure befüllt sind. Durch Befeuchten wird – ähnlich dem Prinzip von Backpulver – CO2 freigesetzt.
Ein Feststoffraketentriebwerk kann am Teststand mit CO2 „gequencht“ werden, also die Verbrennung durch starke Kühlung durch Einleiten von Flüssig-CO2 abgebrochen werden.

## Physiologische Wirkungen und Gefahren

### Wirkung auf Tiere und Menschen

Symptome einer Kohlenstoffdioxidvergiftung

Ein zu hoher Anteil an Kohlendioxid in der Atemluft hat Schadwirkungen auf Tier und Mensch. Diese beruhen nicht nur auf der Verdrängung des Sauerstoffes in der Luft. Die DIN EN 13779 teilt die Raumluft je nach Kohlenstoffdioxid-Konzentration in vier Qualitätsstufen ein. Bei Werten unter 800 ppm gilt die Raumluftqualität als gut, Werte zwischen 800 und 1000 ppm (0,08 bis 0,1 Band -%) gelten als mittel, Werte von 1000 bis 1400 ppm als mäßige Qualität. Bei Werten über 1400 ppm gilt die Raumluftqualität als niedrig. Zum Vergleich: Im globalen Mittel liegt der CO2-Anteil der Luft bei etwa 400 ppm Volumenanteil; er schwankt aber regional, tageszeitabhängig und jahreszeitabhängig stark.
Die Maximale Arbeitsplatz-Konzentration für eine tägliche Exposition von acht Stunden pro Tag liegt bei 5000 ppm. Bei einer Konzentration von 1,5 % (15.000 ppm) nimmt das Atemzeitvolumen um mehr als 40 % zu.
Deutlich erhöhte CO2-Konzentrationen und/oder fehlende Ventilation bei Räumen mit vergleichsweise sauberer Umgebungsluft können laut Studien zu einer starken und vermeidbaren Beeinträchtigung der Gehirnleistung – vor allem bei Entscheidungsfindung und komplexem strategischem Denken – in Räumen wie etwa Klassenzimmern führen.
Im Blut gelöstes Kohlenstoffdioxid aktiviert in physiologischer und leicht gesteigerter Konzentration das Atemzentrum des Gehirns.
 In deutlich höherer Konzentration führt es zur Verminderung oder Aufhebung des reflektorischen Atemanreizes, zunächst zur Atemdepression und schließlich zum Atemstillstand. Ab etwa 5 % Kohlenstoffdioxid in der eingeatmeten Luft treten Kopfschmerzen und Schwindel auf, bei höheren Konzentrationen beschleunigter Herzschlag (Tachykardie), Blutdruckanstieg, Atemnot und Bewusstlosigkeit, die sogenannte Kohlenstoffdioxid-Narkose. Kohlenstoffdioxid-Konzentrationen von 8 % führen innerhalb von 30 bis 60 Minuten zum Tod. Eine Anreicherung von Kohlenstoffdioxid im Blut wird als Hyperkapnie bezeichnet.
Durch hohe Kohlenstoffdioxidkonzentrationen kommt es in Weinkellern, Futtersilos, Brunnen und Jauchegruben immer wieder zu Unfällen. Durch Gärprozesse entstehen dort beträchtliche Mengen an Kohlenstoffdioxid, bei der Vergärung von einem Liter Most zum Beispiel etwa 50 Liter Gärgas. Oft fallen mehrere Personen einer Gärgasvergiftung zum Opfer, weil die Helfer beim Rettungsversuch selbst Kohlenstoffdioxid einatmen und bewusstlos werden. Die Rettung eines Verunglückten aus Kohlenstoffdioxid-verdächtigen Situationen ist nur durch professionelle Einsatzkräfte mit umgebungsluftunabhängigem Atemschutz möglich.
Wenn nicht für ausreichende Entlüftung gesorgt ist, bilden sich durch natürliche Kohlenstoffdioxid-Quellen in Höhlen und in Bergwerksstollen mitunter hohe Konzentrationen des Gases. Diese befinden sich dann in Bodennähe, so dass vor allem kleinere Tiere ersticken können. So weist zum Beispiel die Hundsgrotte in Italien eine Kohlenstoffdioxid-Konzentration von circa 70 % auf. Bei einem CO2-Ausbruch im Nyos-See im Jahr 1986 starben ca. 1700 Menschen.
Die Kohlenstoffdioxidkonzentration im Blut beeinflusst dessen pH-Wert und hat damit eine indirekte Wirkung auf den Sauerstoffhaushalt. Das Kohlensäure-Bikarbonat-System, ein Kohlensäure-Hydrogencarbonat-Puffer, stellt etwa 50 % der Gesamtpufferkapazität des Blutes dar, der durch das Enzym Carboanhydratase katalysiert wird.
{\displaystyle \mathrm {CO_{2}+2\ H_{2}O\ \rightleftharpoons \ H_{3}O^{+}+HCO_{3}^{-}} }
Bei niedrigerem pH-Wert verringert sich die Sauerstoff-Bindungskapazität des roten Blutfarbstoffs Hämoglobin. Bei gleichem Sauerstoff-Gehalt der Luft transportiert Hämoglobin daher weniger Sauerstoff. Der Bohr-Effekt und der Haldane-Effekt beschreiben diesen Sachverhalt.

### Wirkung auf Pflanzen
Auf Pflanzen hat eine geringfügig erhöhte Kohlenstoffdioxid-Konzentration den Effekt der Kohlenstoffdioxid-Düngung, da die Pflanzen bei der Photosynthese für die Kohlenstoffdioxid-Assimilation CO2 benötigen. Übermäßig erhöhte Konzentrationen sind jedoch auch für Pflanzen schädlich. Bei C3-Pflanzen liegt das Optimum meist zwischen 800 und 1000 ppm, bei C4-Pflanzen liegt es jedoch nur knapp über 400 ppm. Die C4-Pflanze Mais als Indikator-Pflanze zeigte bei 10.000 ppm CO2 nach einer sechstägigen Expositionsdauer Streifen auf ihren Blättern. Bei Reis wurden Veränderungen in der Nährstoffzusammensetzung (Proteine, Mikronährstoffe und Vitamine) festgestellt. Eiweiß, Eisen, Zink, die Vitamine B1, B2, B5 und B9 nehmen mit übermäßig ansteigender CO2-Konzentration ab, Vitamin E dagegen nimmt zu. Eine so bedingte Verringerung der Qualität pflanzlicher Nahrungsmittel würde das Problem der weltweiten Unterernährung weiter verstärken.

## Ökologische Bedeutung

Übersicht über die Photosynthese und Atmung

Pflanzen und photosynthesefähige Bakterien nehmen Kohlenstoffdioxid aus der Atmosphäre auf und wandeln es durch Photosynthese unter Einwirkung von Licht und Aufnahme von Wasser in Kohlenhydrate wie Glucose um.
{\displaystyle \mathrm {6\ CO_{2}+6\ H_{2}O\longrightarrow C_{6}H_{12}O_{6}+6\ O_{2}} }
vereinfachte Netto-Reaktionsgleichung für die oxygene Photosynthese
Dieser Prozess setzt gleichzeitig Sauerstoff aus der Dekomposition von Wasser frei. Die entstehenden Kohlenhydrate dienen als Energieträger und Baustoff für alle anderen biochemischen Substanzen wie Polysaccharide, Nukleinsäuren und Proteine. Kohlenstoffdioxid stellt damit den Rohstoff für die Bildung aller Biomasse in der Primärproduktion der Ökosysteme.
Der Abbau von Biomasse durch aerobe Atmung ist, in Umkehrung zum Prozess der Photosynthese, wieder mit der Bildung von Kohlenstoffdioxid und dem Verbrauch von Sauerstoff verbunden.
{\displaystyle \mathrm {C_{6}H_{12}O_{6}+6\ O_{2}\longrightarrow 6\ CO_{2}+6\ H_{2}O} }
vereinfachte Netto-Reaktionsgleichung für die aerobe Atmung
Alle Organismen eines Ökosystems atmen fortwährend, während die Photosynthese an die Verfügbarkeit von Licht gebunden ist. Dies führt zur zyklischen Zu- und Abnahme von Kohlenstoffdioxid im täglichen und jahreszeitlichen Rhythmus in Abhängigkeit von den unterschiedlichen Lichtintensitäten.
In Gewässern schwankt die Kohlenstoffdioxid-Konzentration ebenfalls entsprechend den genannten Tages- und Jahreszeit-Rhythmen. Kohlenstoffdioxid steht mit den anderen gelösten Kohlensäurespezies in einem chemischen Gleichgewicht, welches den im Wasser herrschenden pH-Wert wesentlich bestimmt. Vom pH-Wert hängen wiederum die chemischen Gleichgewichtslagen der Dissoziationen von Ammonium/Ammoniak, Nitrit/Salpetrige Säure, Sulfid/Schwefelwasserstoff und anderen Säure-Basen-Paaren ab, die sich durch die Toxizität für die Organismen im Gewässer bemerkbar machen.
Ist in einem Gewässer der Vorrat an Kohlenstoffdioxid durch Photosynthese erschöpft, was sich durch einen pH-Wert nahe 8,3 bemerkbar macht, sind manche Arten von Algen und Wasserpflanzen fähig, aus dem gelösten Hydrogencarbonat das benötigte Kohlenstoffdioxid zu gewinnen, wobei sie Hydroxidionen abgeben, sodass der pH-Wert immer alkalischer wird. In nährstoffreichen Gewässern wie Karpfenteichen kann der pH-Wert dann bis auf 12 steigen, mit den entsprechenden gesundheitlichen Folgen für die Fische, zum Beispiel Kiemennekrose der Karpfen.
Wissenschaftler des Biodiversität- und Klima-Forschungszentrums haben 2012 erstmals in einer gemeinsamen Studie mit anderen Institutionen berechnet, dass kryptogame Schichten aus Flechten, Algen und Moosen neben Stickstoff jährlich rund 14 Milliarden Tonnen Kohlenstoffdioxid binden. Sie binden so viel Kohlenstoffdioxid, wie pro Jahr durch Waldbrände und die Verbrennung von Biomasse weltweit freigesetzt wird. Mit Hilfe der kryptogamen Schichten den Klimawandel zu bekämpfen ist jedoch nicht möglich, denn der flächige Bewuchs speichert das Treibhausgas Kohlenstoffdioxid nur über wenige Jahre hinweg.
Eine Bedeutung hat die Speicherung und Freisetzung von Kohlenstoffdioxid in Böden. Wie stark die Freisetzung aus organischem Bodenkohlenstoff von den jeweiligen Umweltbedingungen und anderen Faktoren beeinflusst wird, ist derzeit weitgehend unbekannt. Die Freisetzung wird aber durch Erwärmung beschleunigt, was in neueren Studien gezeigt werden konnte, und könnte Auswirkungen auf das Klima haben. Eine 2019 veröffentlichte Studie zeigt, dass bei einer CO2-Konzentration über 1.200 ppm Stratocumuluswolken in verstreute Wolken zerfallen, was die globale Erwärmung weiter vorantreiben könnte.
Mit der Angabe des CO2-Ausstoßes werden verschiedene Prozesse energetisch und ökologisch vergleichbar gemacht. Dazu wird auf die Freisetzung von Kohlenstoffdioxid bei der Verbrennung fossiler Energieträger umgerechnet.

## Nachweis und quantitative Bestimmung
Ein einfacher Nachweis von Kohlenstoffdioxid gelingt mit einer wässrigen Calciumhydroxidlösung, der sogenannten Kalkwasserprobe. Dazu wird das zu untersuchende Gas in die Lösung eingeleitet. Enthält das Gas Kohlenstoffdioxid, reagiert dieses mit Calciumhydroxid zu Wasser und Calciumcarbonat (Kalk), das als weißlicher Feststoff ausfällt und die Lösung trübt.
{\displaystyle \mathrm {CO_{2}+Ca(OH)_{2}\longrightarrow H_{2}O+CaCO_{3}\downarrow } }
Mit Barytwasser, einer wässrigen Bariumhydroxidlösung, ist der Nachweis empfindlicher, da Bariumcarbonat schwerer löslich ist als Calciumcarbonat.
{\displaystyle \mathrm {CO_{2}+Ba(OH)_{2}\longrightarrow H_{2}O+BaCO_{3}\downarrow } }
In wässriger Lösung wird Kohlenstoffdioxid durch Titration mit 0,1 N Natronlauge bis zum pH-Wert von 8,3, dem Farbumschlag des Indikators Phenolphthalein, bestimmt. Die Messung des Säurebindungsvermögens (SBV), des pH-Werts und der elektrischen Leitfähigkeit oder der Ionenstärke ermöglicht die Berechnung des Kohlenstoffdioxidgehalts aus diesen Parametern nach dem Dissoziationsgleichgewicht der Kohlensäure. Die Severinghaus-Elektrode, eine pH-Elektrode mit einer Pufferlösung aus Natriumhydrogencarbonat, bestimmt über die Messung der pH-Wert-Änderung die Kohlenstoffdioxid-Konzentration einer Lösung.
{\displaystyle \mathrm {CO_{2}+H_{2}O\ \rightleftharpoons \ H_{2}CO_{3}\rightleftharpoons \ HCO_{3}^{-}+H^{+}} }
Kohlenstoffdioxid kann mittels Infrarot- oder Raman-Spektroskopie nachgewiesen werden, wobei die asymmetrischen Streckschwingungen sowie Kippschwingungen infrarotaktiv sind, während die symmetrische Streckschwingung bei einer Wellenzahl von 1480 cm−1 raman-aktiv ist. Das dazu verwendete Messgerät wird nichtdispersiver Infrarotsensor genannt.